# Hirsisaari (ö i Norra Karelen, Joensuu)
Hirsisaari är en ö i Finland. Den ligger i sjön Viinijärvi och i kommunen Libelits i den ekonomiska regionen  Joensuu ekonomiska region  och landskapet Norra Karelen, i den sydöstra delen av landet, 400 km nordost om huvudstaden Helsingfors. Öns area är 6,4 hektar och dess största längd är 340 meter i öst-västlig riktning.